# Worldwide LHC Computing Grid
Worldwide LHC Computing Grid, WLCG (до 2006-го LHC Computing Grid) — грід, спроектований в CERN для обробки великих обсягів даних, що надходять з великого адронного колайдера. Станом на червень 2018-го він складається зі 170 обчислювальних центів у 42 різних країнах, виконує приблизно 2 мільйони обчислювальних задач за добу використовуючи 750,000 процесорних ядер, і зберігає приблизно 800 петабайт даних.
Потік даних з детекторів видає близько 300 ГБ / с, потім фільтруються «цікаві події», в результаті чого «сирі дані» складають потік близько 300 МБ / с. Обчислювальний центр «CERN Computer Center» вважається мережею «рівня 0» в LHC має швидкість з'єднання з 10 Гбіт /с.
В рамках проекту планується створювати 27 ТБ необроблених даних в день, плюс 10 ТБ - «короткі дані подій», які являють вихідні розрахунки, зроблені процесором ферми центру даних CERN. Ці дані передаються з CERN в одинадцять академічних інститутів «рівня 1» в Європі, Азії та Північній Америці, по виділених зв'язках зі швидкістю 10 Гбіт / с. Понад 150 установ «рівня 2» підключені до мереж загального призначення установ національних дослідницьких і освітніх мереж «рівня 1». Дані, одержувані в LHC на всіх елементах її розподіленої обчислювальної мережі, як очікується, будуть рости на 10-15 Петабайт щорічно.
Інститути «рівня 1» отримали виділені підмножини вихідних даних, для яких вони є резервним сховищем CERN. Вони також виконують повторний розрахунок при необхідності.
Основною операційною системою для комп'ютерів які використовуються в CERN до 2015-го року була Scientific Linux, а зараз CentOS 7.
 Розподілені обчислювальні ресурси для аналізу кінцевими користувачами-фізиками надаються проектами  Open Science Grid , Enabling Grids for E-sciencE і проектом LHC@home.